# بول ماسون
بول ماسون (Paul Masson) هو لاعب أولمبي لرياضة ركوب الدراجات من فرنسا. شارك في الأولمبياد الصيفي في 1896، وفاز بما مجموعه 3 ميداليات.

## الميداليات
| ذهب | فضة | برونز | المجموع |
| 3   | 0   | 0     | 3       |

## روابط خارجية
- بول ماسون على موقع أرشيف الدراجات (الإنجليزية)
- بول ماسون على موقع CycleBase (الإنجليزية)
- بول ماسون على موقع اللجنة الأولمبية الدولية (الإنجليزية)
- بول ماسون على موقع أوليمبيديا (الإنجليزية)